# Droga św. Jakuba
Droga św. Jakuba, nazywana często także po hiszpańsku Camino de Santiago – szlak pielgrzymkowy do katedry w Santiago de Compostela w Galicji w północno-zachodniej Hiszpanii. W katedrze tej, według przekonań pielgrzymów, znajduje się ciało św. Jakuba Większego Apostoła. Nie ma jednej trasy pielgrzymki, a uczestnicy mogą dotrzeć do celu jednym z wielu szlaków.
Droga oznaczona jest muszlą św. Jakuba, która jest także symbolem pielgrzymów, i żółtymi strzałkami.
Istniejąca od ponad tysiąca lat Droga św. Jakuba jest jednym z najważniejszych chrześcijańskich szlaków pielgrzymkowych, obok szlaków do Rzymu i Jerozolimy. Według legendy ciało św. Jakuba przewieziono łodzią do północnej Hiszpanii, a następnie pochowano w miejscu, w którym dziś znajduje się miasto Santiago de Compostela.

## Historia szlaków pielgrzymkowych

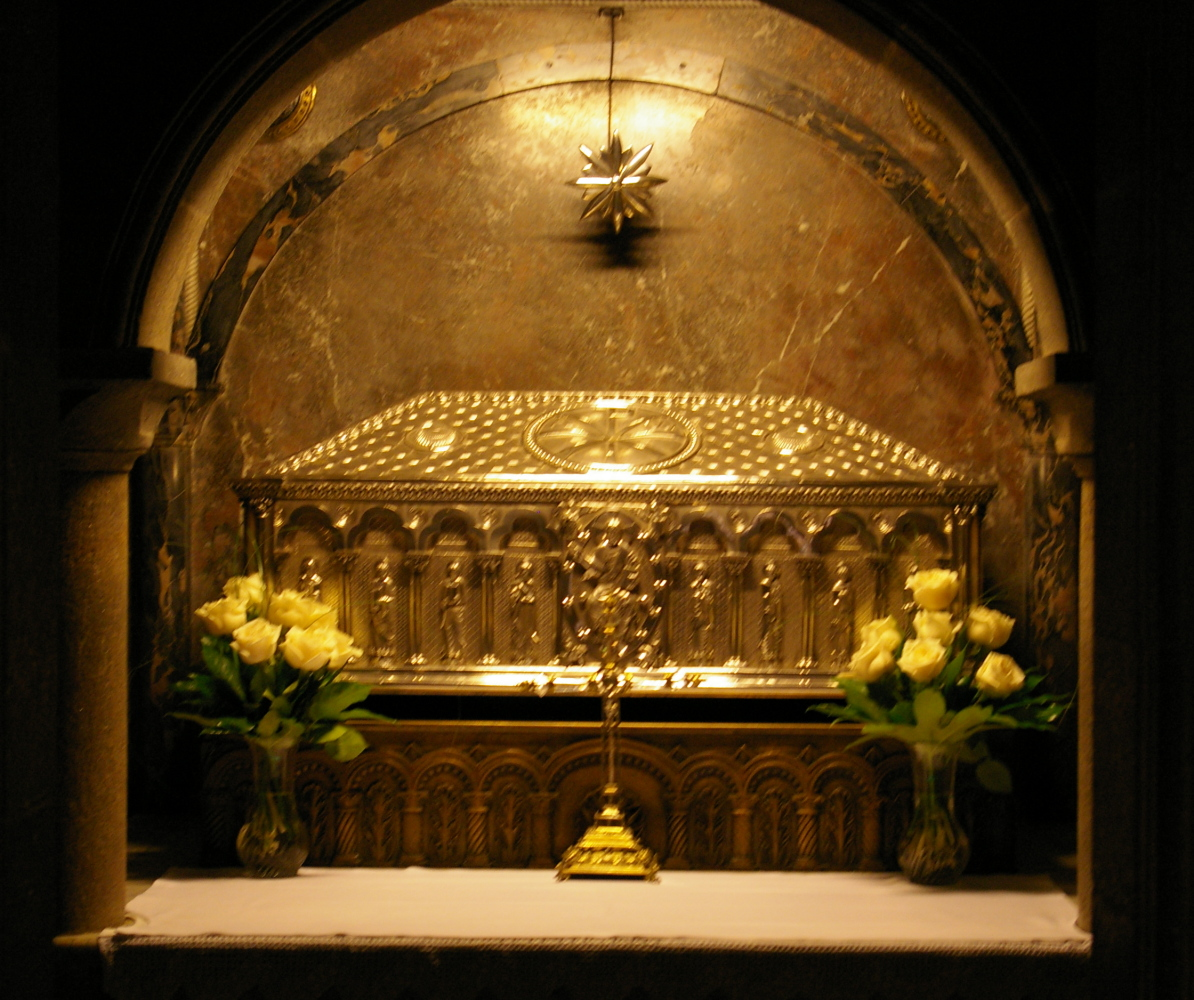
Miejsce pochówku św. Jakuba Apostoła

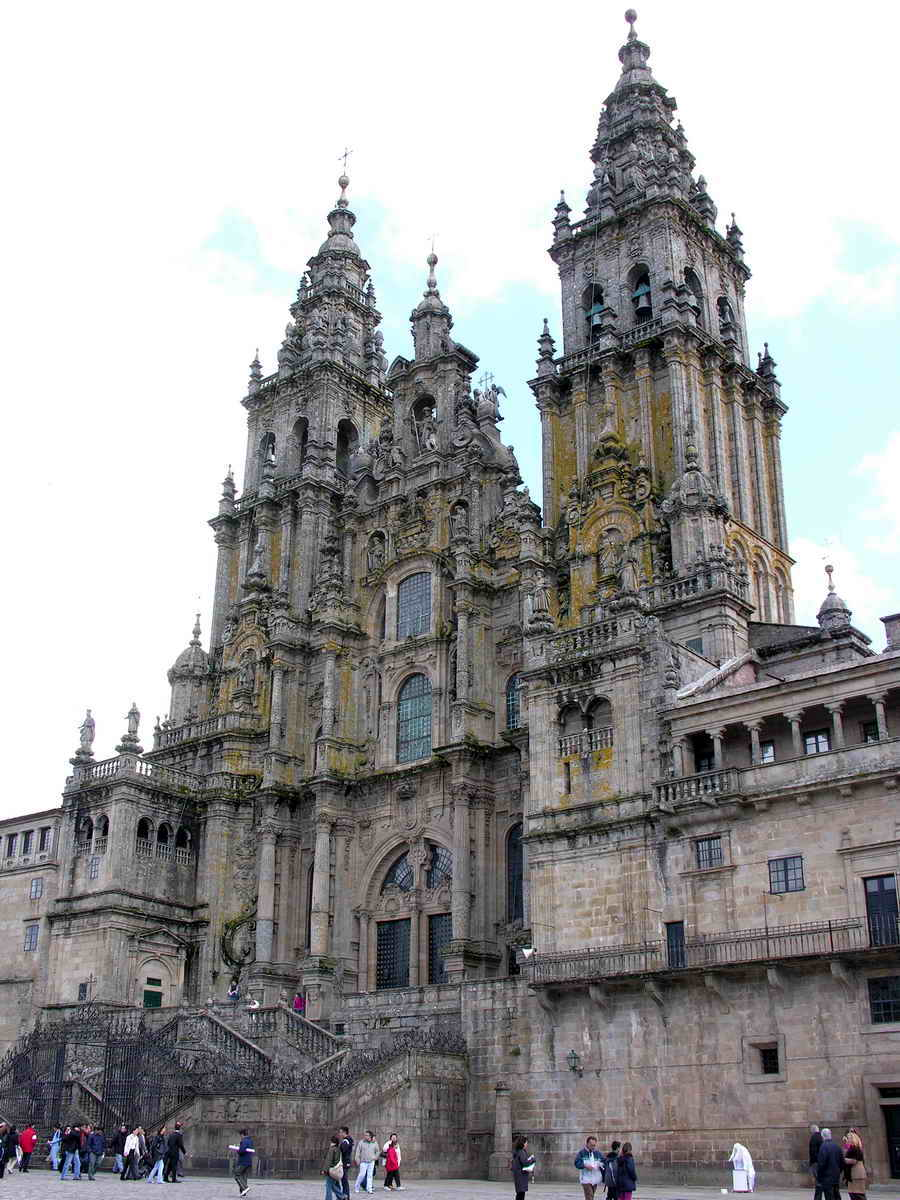
Katedra w Santiago de Compostela – ostateczny cel pielgrzymów

Początki kultu religijnego w Santiago sięgają IX wieku. Przybycie pierwszego udokumentowanego pielgrzyma, francuskiego biskupa, Le Puy Godescalco, datuje się na rok 950.
Ślady pielgrzymek z IX wieku znajdujemy na monetach Karola Wielkiego, jednak największe nasilenie ruchów pielgrzymkowych przypada na wieki XI–XIV.
W wieku XII akt papieski uznał Compostelę za trzecie, po Jerozolimie i Rzymie, święte miejsce chrześcijaństwa. Wówczas Santiago stało się na równi z Rzymem i Jerozolimą jednym z trzech najważniejszych miejsc pielgrzymkowych zachodniej Europy.
Pojawiła się nowa terminologia: pątnika udającego się do Santiago zaczęto nazywać peregrino, podobnie jak swą nazwę miał pielgrzym udający się do Rzymu (romero) czy Jerozolimy (palmero). Pielgrzymów do grobu apostoła nazywano również kokijardami (od francuskiej nazwy muszli: la coquille).
Dawniej pielgrzymowanie miało przede wszystkim charakter religijny. W wiekach średnich pielgrzymowano dla: umocnienia wiary, odbycia pokuty, spełnienia ślubowania, z prośbą o uzdrowienie lub w celach dziękczynnych. Wzorce zachowań rycerskich, obowiązujących w średniowiecznej Europie nakazywały czczenie miejsc świętych, a miasta i parafie wysyłały pielgrzymów w intencji ważnej dla danej społeczności, na przykład prosząc o koniec suszy lub, jak w przypadku miasta Perpignan w 1842 roku, o ustąpienie dżumy.
W niektórych państwach wyrokiem sądu nakazywano przestępcom pielgrzymkę do Santiago. Tradycyjnie drogę rozpoczynano od progu własnego domu. Przez wieki przemierzali ją przedstawiciele wszystkich stanów, w tym wiele znanych postaci (także władców): Karol Wielki, św. Franciszek z Asyżu, św. Elżbieta Portugalska, św. Brygida Szwedzka, Izabela Kastylijska, św. Ignacy Loyola, Jan Dantyszek czy papież Jan XXIII.
W XIV wieku, szczytowym okresie popularności trasy, każdego roku przemierzało ten szlak ponad milion osób. O ogromnej roli pielgrzymek świadczą słowa Johanna Wolfganga von Goethe, który pisał, iż „drogi św. Jakuba ukształtowały Europę”. Po rewolucji francuskiej znaczenie pielgrzymek wyraźnie spadło i dopiero od końca lat 80. XX wieku szlak znowu zaczął przyciągać coraz większą liczbę pielgrzymów z całego świata.
Papież Jan Paweł II był w Santiago dwukrotnie, raz nawet przeszedł niewielki odcinek Camino Frances. Po wizycie Jana Pawła II w Santiago de Compostela w 1982 roku Rada Europy uznała Drogę św. Jakuba za szlak o szczególnym znaczeniu dla kultury kontynentu i zaapelowała o odtwarzanie i utrzymywanie dawnych szlaków pątniczych. Szlak został ogłoszony pierwszym Europejskim Szlakiem Kulturowym w październiku 1987 roku oraz wpisany na Listę Światowego Dziedzictwa UNESCO w 1993 roku. W dniu 5 lipca 2015 roku UNESCO na 39. sesji w Bonn podjęło decyzję o rozszerzeniu szlaków jakubowych w Hiszpanii i wpisało cztery szlaki północne: Camino del Norte, Camino Primitivo, Camino Lebaniego oraz Camino Vasco del Interior. Jednocześnie nadało im nazwę Camino Frances i Szlaków Północnej Hiszpanii. Długość Dróg św. Jakuba wpisanych na Listę Światowego Dziedzictwa UNESCO sięgnęła ponad 2200 km.
Apel Rady Europy spotkał się z szerokim odzewem. Rekonstrukcja Szlaku, rozpoczęta w 1986 roku, trwa nadal w wielu krajach. Wiele odcinków zostało nie tylko na nowo wytyczonych, ale też specjalnie przygotowanych, przybierając charakter tzw. caminostrady, aby poprzez oddzielenie ruchu pieszego od samochodowego, ułatwić marsz coraz liczniejszym pielgrzymom i zwiększyć ich bezpieczeństwo.
Dziś, oprócz Hiszpanii, swoje szlaki (El Camino) – których w średniowieczu było wiele – mają już m.in.: Portugalia (Camino Portugues), Francja (Chemin Saint-Jacques), Niemcy, Austria i Szwajcaria (Jakobswege). Najczęściej uczęszczanym szlakiem jest Camino Frances (ok. 750 km), który – wbrew nazwie („Szlak Francuski”) – w 98 procentach przebiega przez terytorium Hiszpanii. Zaczyna się w Saint-Jean-Pied-de-Port we Francji, po północnej stronie Pirenejów, przechodzi przez wąwóz Roncesvalles, gdzie w roku 778 miał zginąć legendarny rycerz Roland, bohater Pieśni o Rolandzie, następnie przez Nawarrę, Kraj Basków, Rioję, prowincje Burgos, Palencii, León i Galicję; dotarcie do Santiago de Compostela zajmuje na ogół kilka tygodni.
Niektórzy nie kończą swojej wędrówki w Santiago de Compostela, ale podążają jeszcze kilkadziesiąt kilometrów dalej, czyli trzy dni drogi od Santiago, na wybrzeże Oceanu Atlantyckiego, do miejscowości Fisterra (łac. finis terrae – „koniec ziemi”), która często błędnie uważana jest za wysunięty najdalej na zachód punkt kontynentalnej Europy (w rzeczywistości dotyczy to przylądka Roca w Portugalii). W starożytności i średniowieczu uważano Fisterrę za prawdziwy koniec świata, poza którym ciągnie się już tylko straszne, nieprzebyte morze. Tradycyjnie, po dotarciu tutaj, palono pokutne, pielgrzymie szaty i obmywano się w wodach oceanu, zostawiając za sobą dotychczasowe grzeszne życie i rozpoczynając z wiarą nowe.
Stąd właśnie pochodzi najpowszechniejszy symbol Drogi św. Jakuba – muszla. Docierający nad ocean wędrowcy zabierali muszle jako dowód przebytej drogi. Dziś można je kupić na całej trasie, a najwięcej oczywiście w samym Santiago.
Współcześnie najbardziej znanymi pielgrzymami są piłkarze reprezentacji Hiszpanii w piłce nożnej. Przed każdym wyjazdowym turniejem cała drużyna spotyka się w Santiago de Compostela. Po zdobyciu mistrzostwa świata w piłce nożnej w roku 2010 czterech czołowych piłkarzy zwycięskiej reprezentacji (Andrés Iniesta, Fernando Torres, Carlos Marchena, Sergio Busquets) zapowiedziało udanie się w pieszej pielgrzymce do Santiago. W 2010 roku sanktuarium odwiedził papież Benedykt XVI. 
Z Polski całą drogę do Santiago de Compostela przeszli m.in. Łukasz Supergan (z Warszawy w 2013), Marek Kamiński (z Królewca w 2015) i Tomasz Majeran (z Wrocławia w 2017).
| Rok | Pielgrzymi | Rok  | Pielgrzymi | Rok  | Pielgrzymi | Rok  | Pielgrzymi | Rok  | Pielgrzymi   | Rok  | Pielgrzymi |
| --- | ---------- | ---- | ---------- | ---- | ---------- | ---- | ---------- | ---- | ------------ | ---- | ---------- |
| 1970 | 68         | 1980 | 209        | 1990 | 4 918      | 2000 | 55 0044    | 2010 | 272 3831 //5 | 2020 | 54 144     |
| 1971 | 4511       | 1981 | 299        | 1991 | 7 274      | 2001 | 61 418     | 2011 | 183 366³     | 2021 | 178 9121   |
| 1972 | 67         | 1982 | 1 8681     | 1992 | 9 764      | 2002 | 68 952     | 2012 | 192 488      | 2022 | 438 302    |
| 1973 | 37         | 1983 | 146        | 1993 | 99 4361    | 2003 | 74 614     | 2013 | 215 856      | 2023 | 440 366    |
| 1974 | 108        | 1984 | 423        | 1994 | 15 863     | 2004 | 179 9441   | 2014 | 237 886      |      |            |
| 1975 | 74         | 1985 | 690        | 1995 | 19 821     | 2005 | 93 925     | 2015 | 262 458      |      |            |
| 1976 | 2431       | 1986 | 1 801      | 1996 | 23 218     | 2006 | 100 377    | 2016 | 277 9156     |      |            |
| 1977 | 31         | 1987 | 2 905      | 1997 | 25 179     | 2007 | 114 026    | 2017 | 301 036      |      |            |
| 1978 | 13         | 1988 | 3 501      | 1998 | 30 126     | 2008 | 125 143    | 2018 | 327 378      |      |            |
| 1979 | 231        | 1989 | 5 760²     | 1999 | 154 6131   | 2009 | 145 878    | 2019 | 347 578      |      |            |
| 1) Rok święty – gdy 25 lipca wypada w niedzielę 2) Światowe Dni Młodzieży w Santiago de Compostela 3) Światowe Dni Młodzieży w Madrycie 4) Europejska Stolica Kultury 5) wizyta Benedykta XVI 6) Nadzwyczajny Jubileusz Miłosierdzia (Źródło: Statystyki Oficina de Peregrinaciones Caminodelavida – statystyki za 2016 rok) |            |      |            |      |            |      |            |      |              |      |            |

| Rok | Pielgrzymi | Rok  | Pielgrzymi | Rok  | Pielgrzymi |
| --- | ---------- | ---- | ---------- | ---- | ---------- |
| 2004 | 3621       | 2011 | 1 820²     | 2018 | 4 785      |
| 2005 | 422        | 2012 | 2 307      | 2019 | 4 874      |
| 2006 | 606        | 2013 | 2 514      | 2020 | 504        |
| 2007 | 868        | 2014 | 2 957      | 2021 | 1 841      |
| 2008 | 1 103      | 2015 | 3 782      | 2022 | 4 251      |
| 2009 | 1 338      | 2016 | 3 9194     | 2023 | 5 526      |
| 2010 | 2 0581 //3 | 2017 | 5 072      |      |            |
| 1) Rok święty – gdy 25 lipca wypada w niedzielę 2) Światowe Dni Młodzieży w Madrycie 3) wizyta Benedykta XVI4) Nadzwyczajny Jubileusz Miłosierdzia (Źródło: Statystyki Oficina de Peregrinaciones Caminodelavida.pl – statystyki za 2015 rok) |            |      |            |      |            |

## Oznakowanie na Drogach św. Jakuba
Drogi św. Jakuba są oznaczone podobnie w całej Europie, muszlami św. Jakuba i żółtymi strzałkami. Występują one jednak w różnych wersjach graficznych:

Współczesna wersja oznakowania szlaków jakubowych w Europie
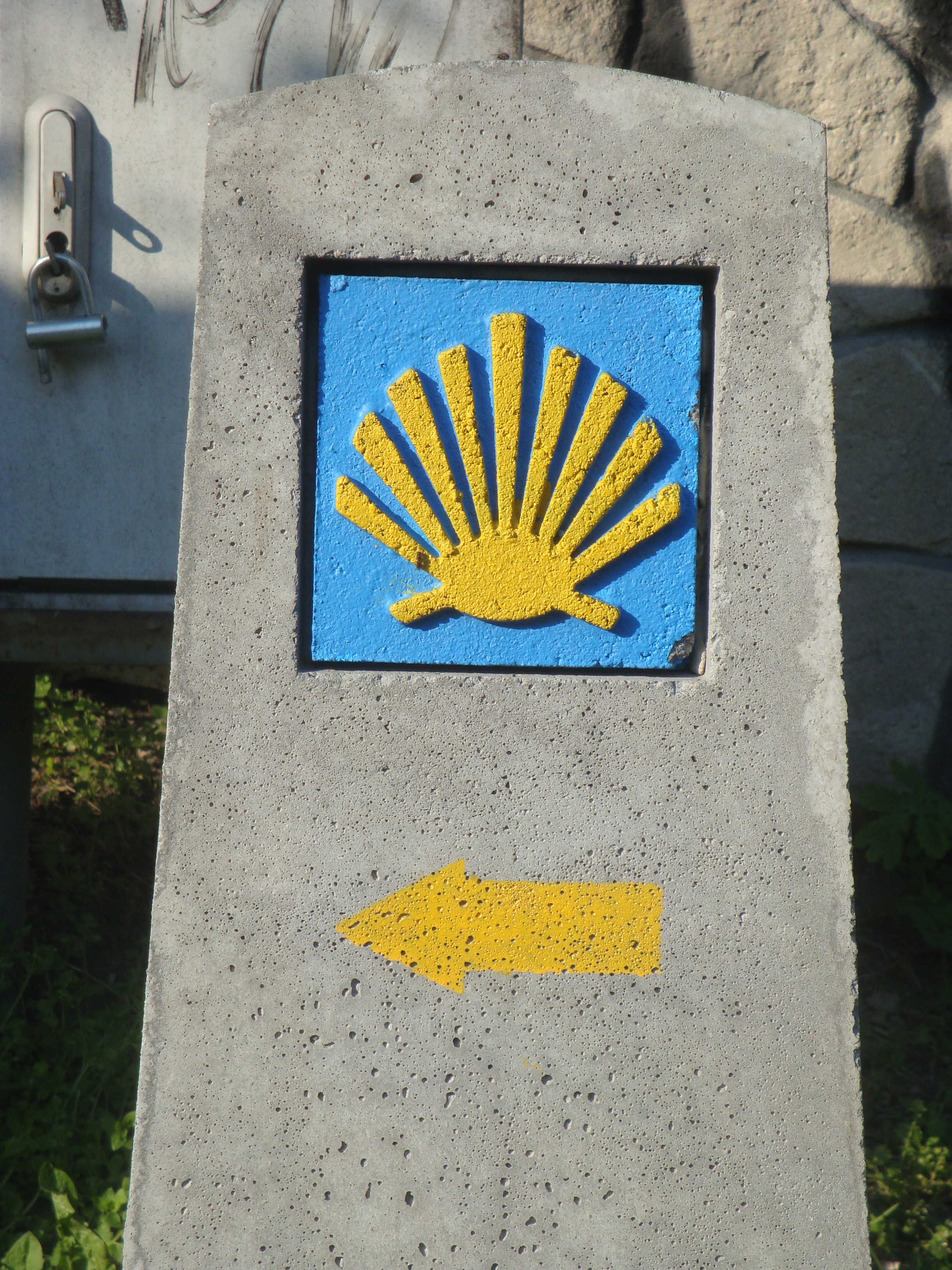
Słup Małopolskiej Drogi św. Jakuba
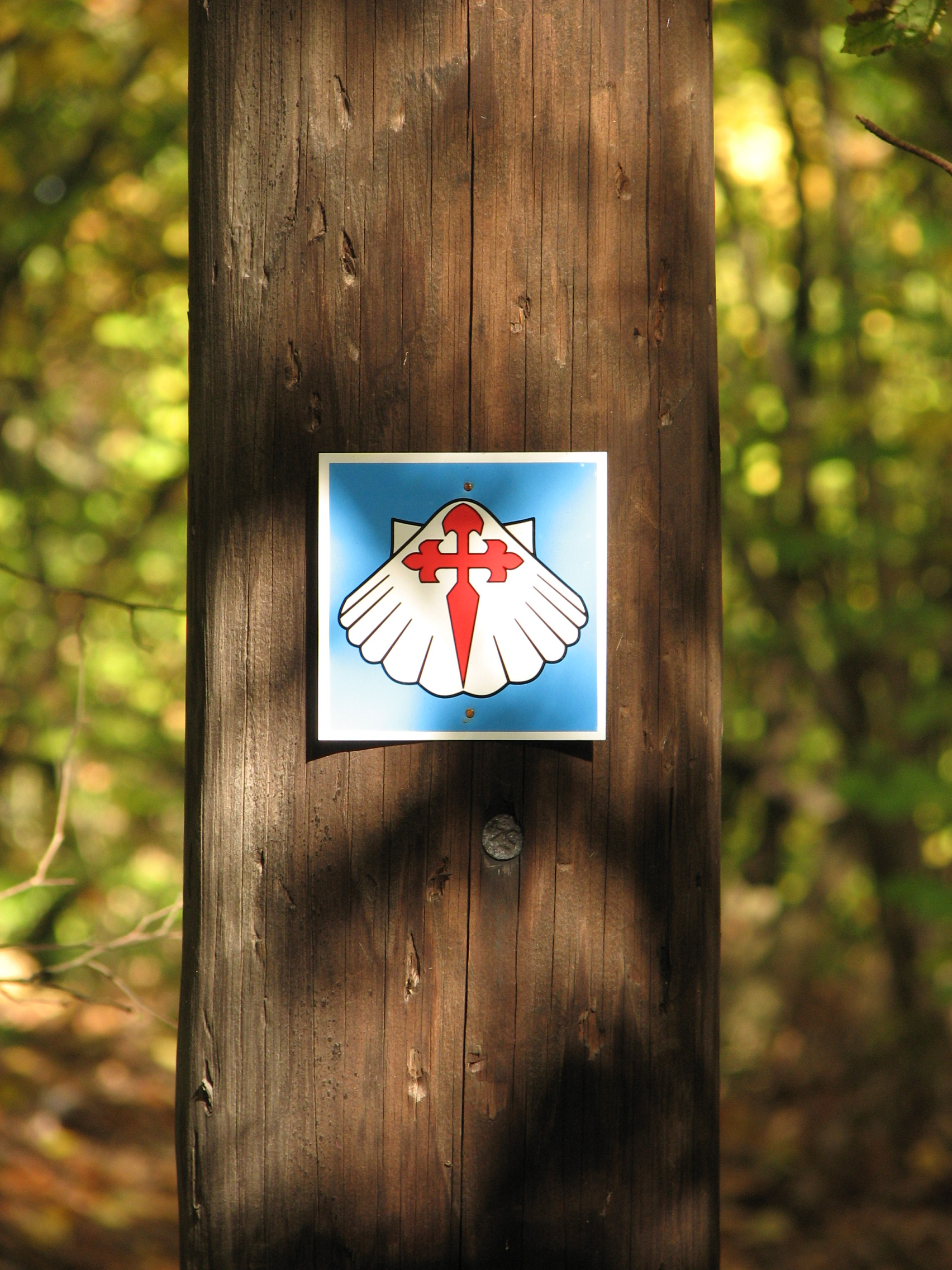
Znak Wielkopolskiej Drogi św. Jakuba
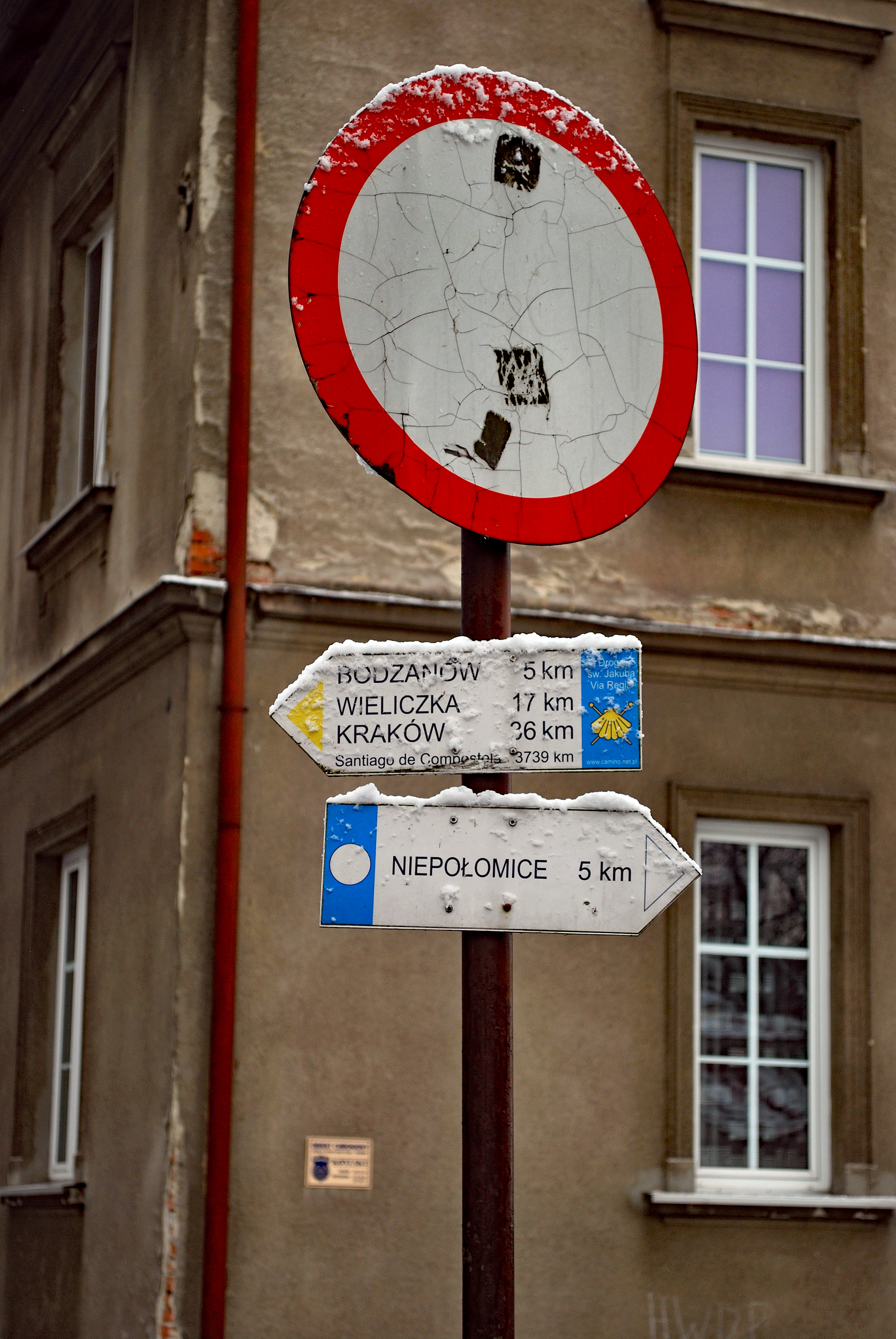
Oznakowanie Drogi św. Jakuba Via Regia w Polsce (znak w Staniątkach)
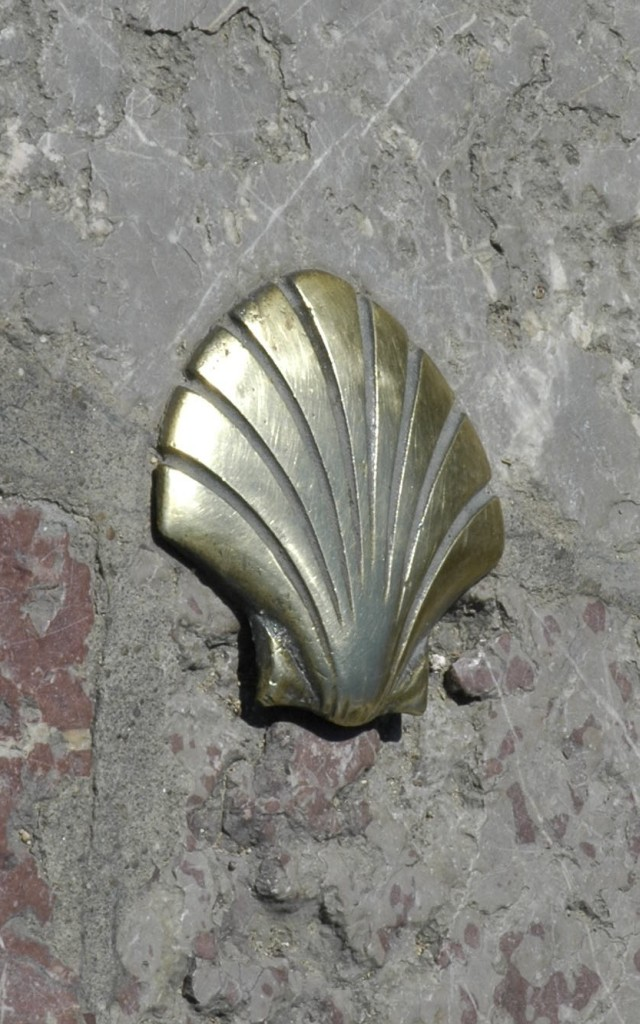
Muszla jakubowa na murze
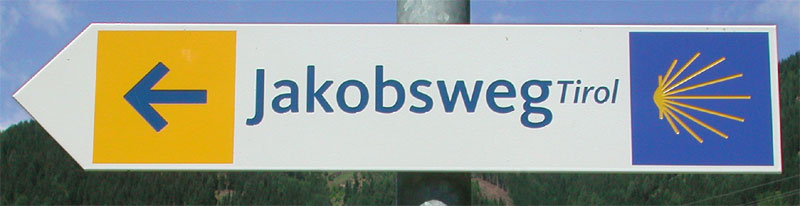
Znak drogowy
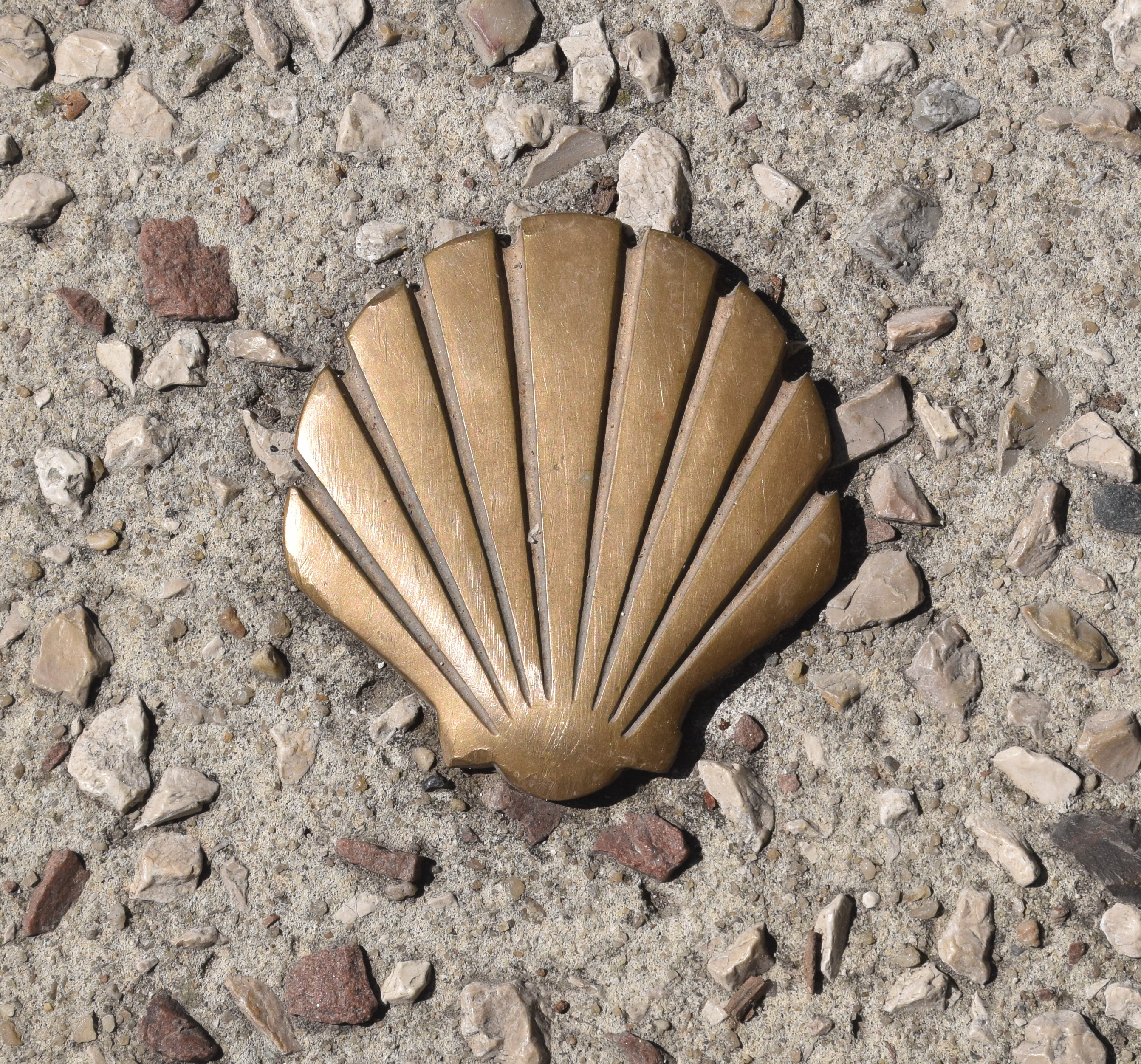
Muszla jakubowa na chodniku
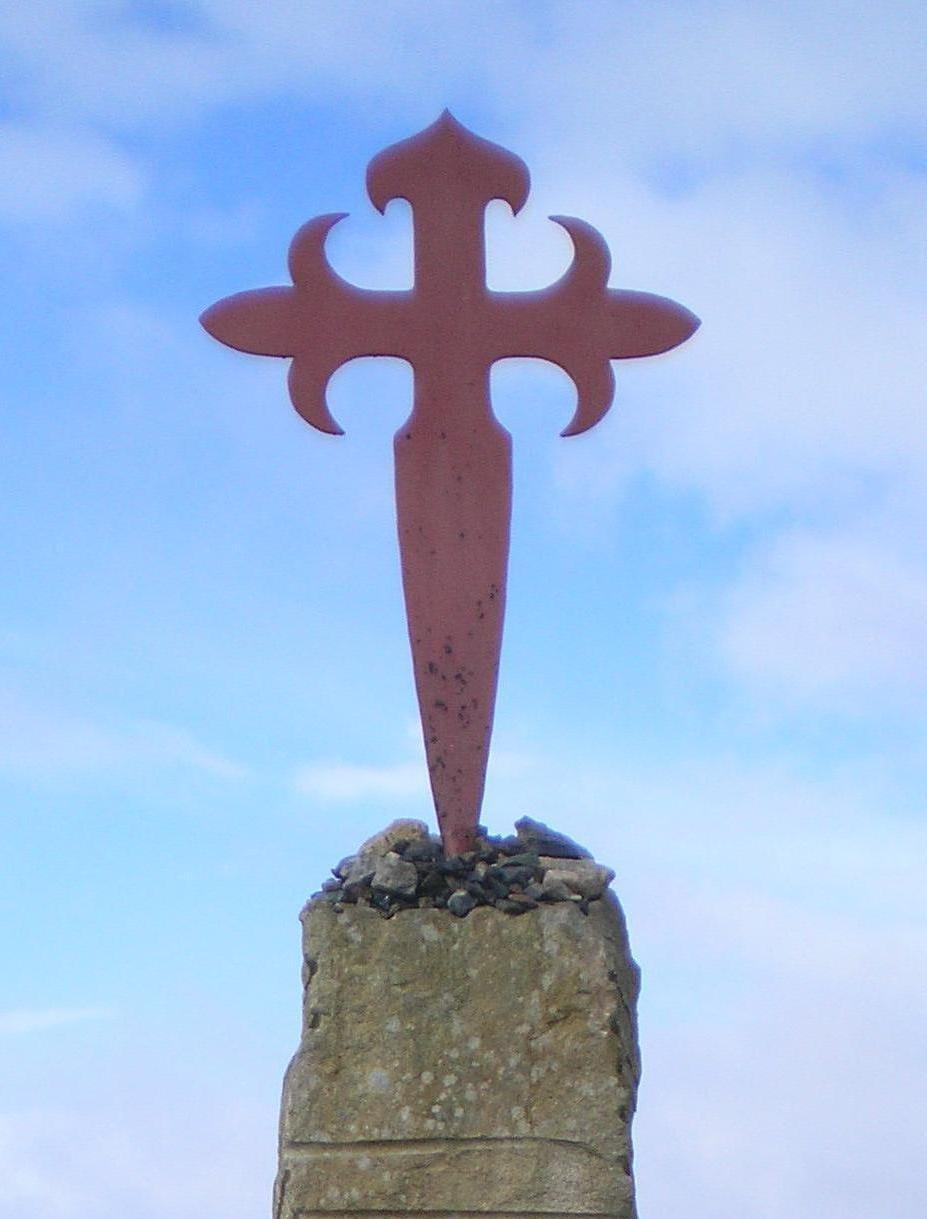
Krzyż św. Jakuba
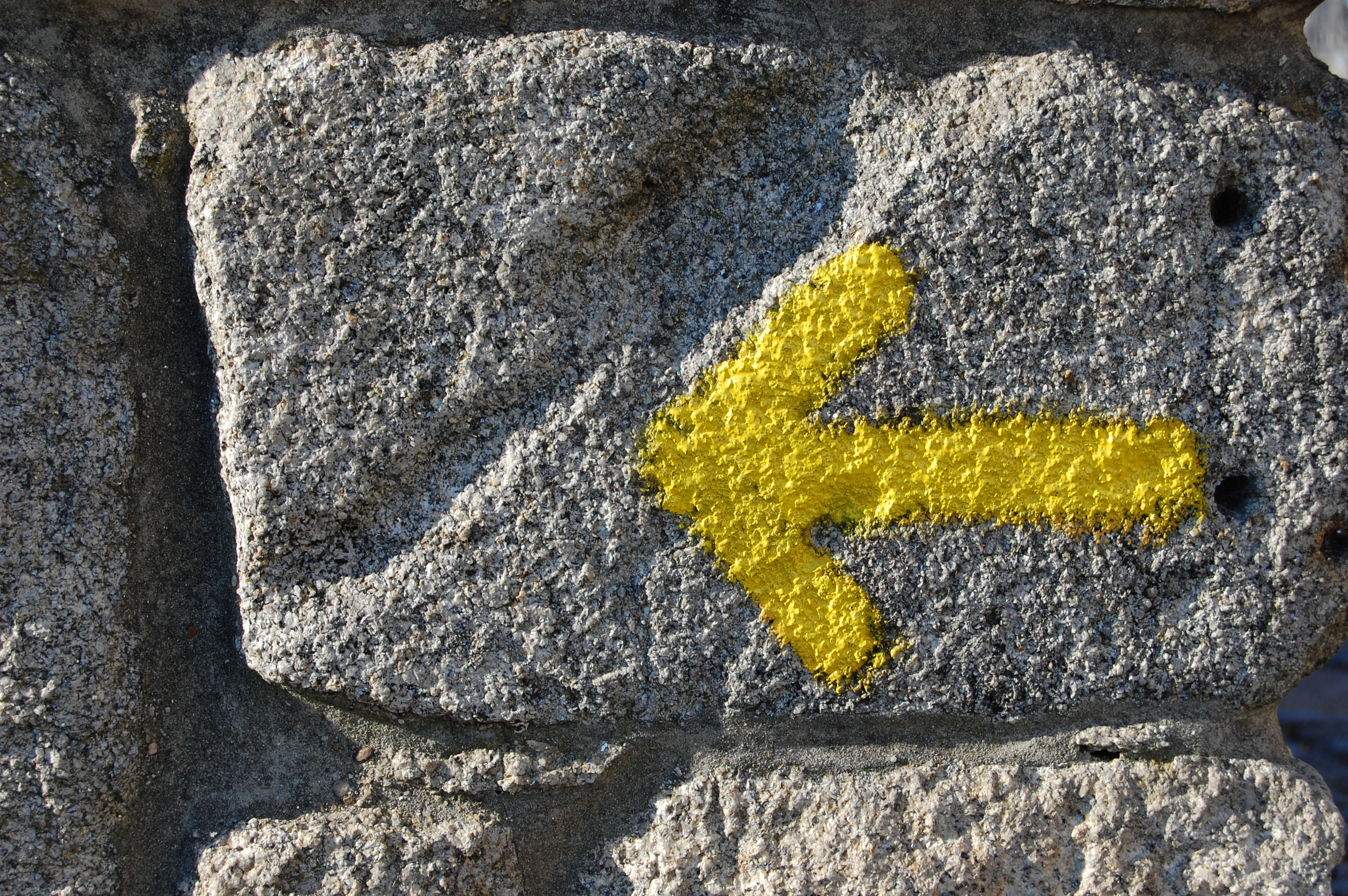
Charakterystyczna żółta strzałka
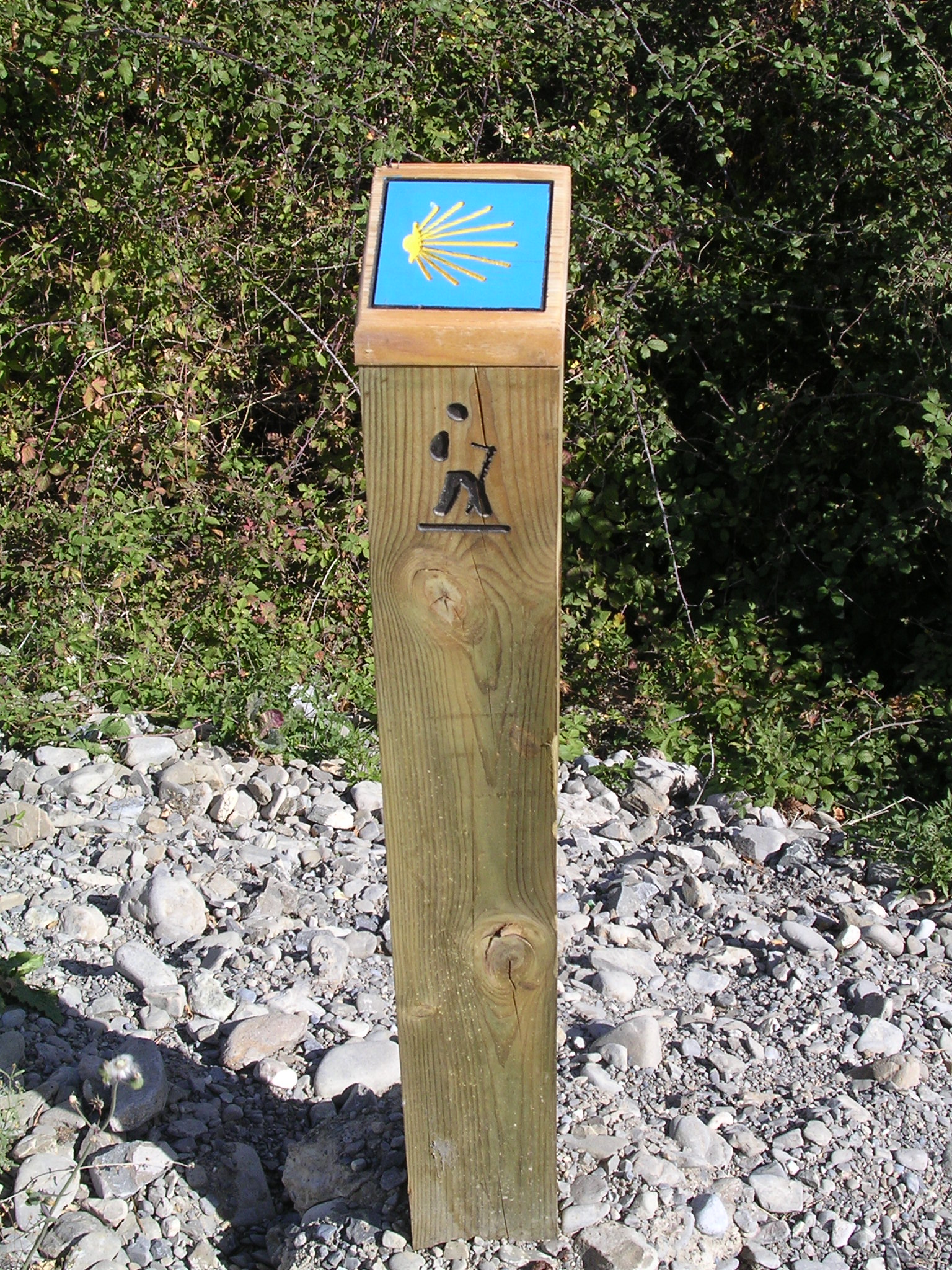
Znak dla pieszych pielgrzymów
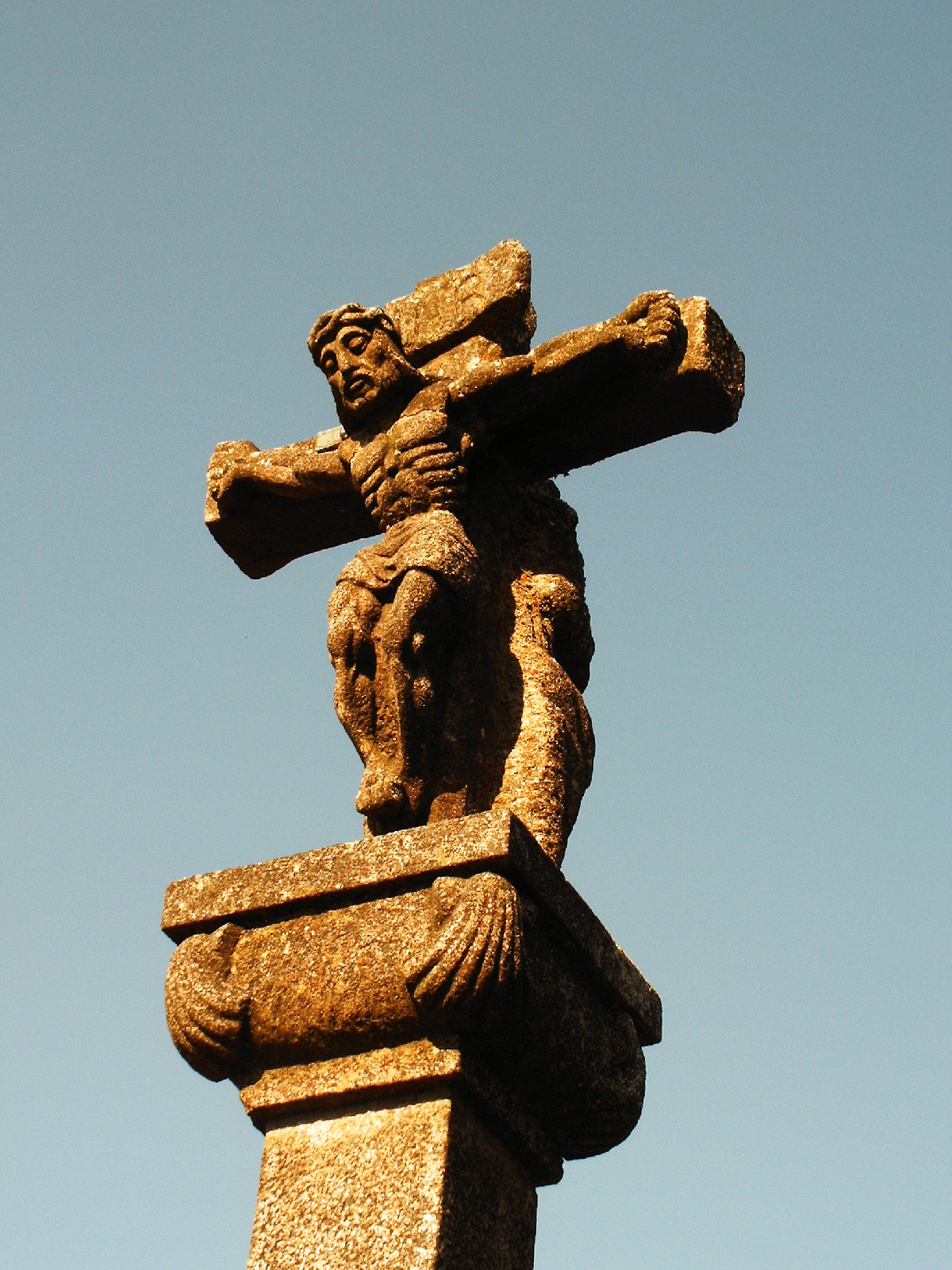
Krzyż postawiony w miejscu śmierci pielgrzyma
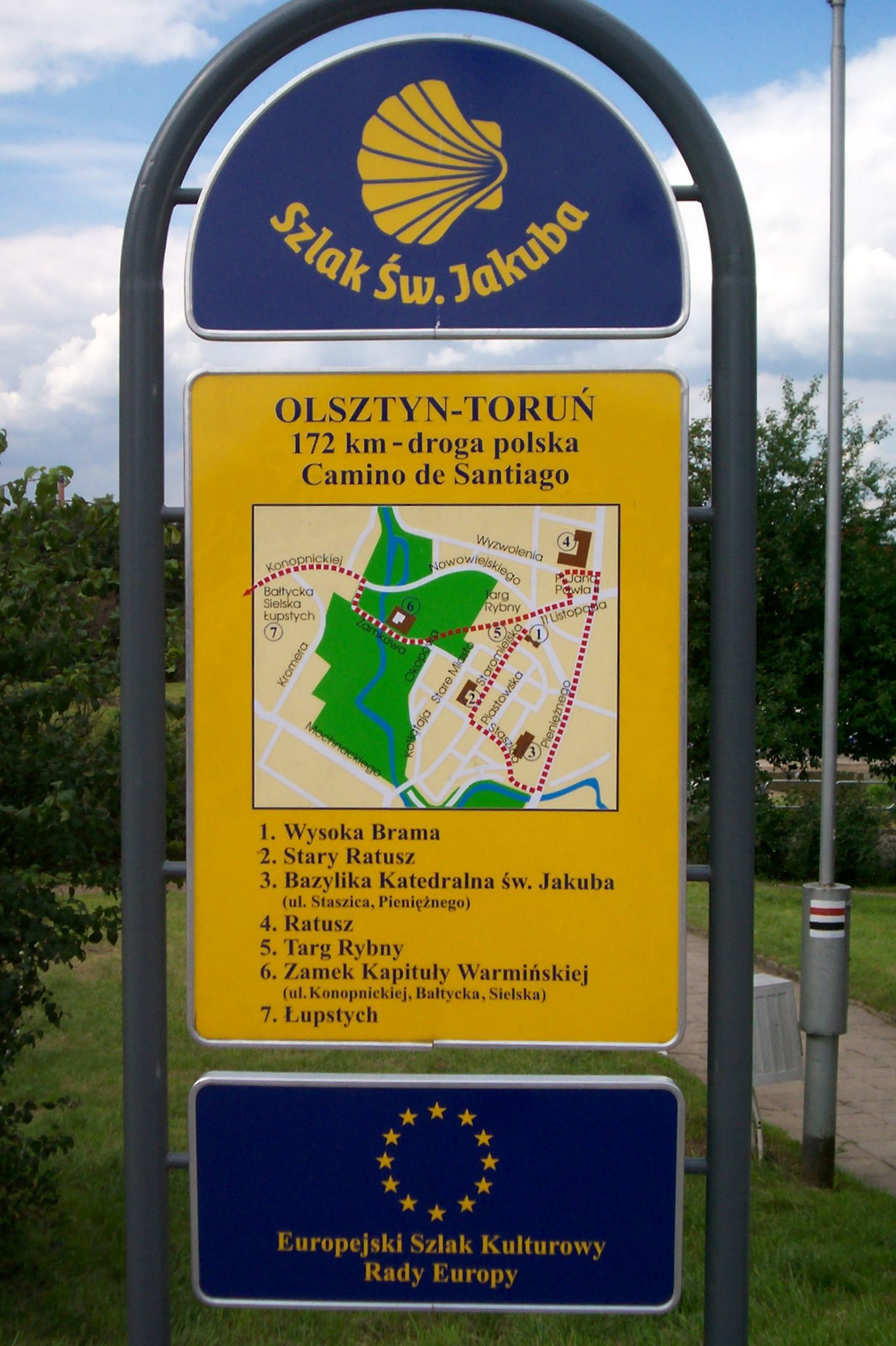
Tablica informacyjna

## Charakter pielgrzymowania
W odróżnieniu od znanych w Polsce masowych pielgrzymek pieszych (do Częstochowy czy Kalwarii), Droga św. Jakuba przeznaczona jest dla pątników indywidualnych lub małych grup, bez względu na wyznanie i narodowość, chcących doświadczyć w drodze ciszy i duchowej przemiany. Do ich dyspozycji są nie tylko znajdujące się po drodze kościoły i kaplice, ale także dogodne miejsca noclegowe w schroniskach dla pielgrzymów (z hiszpańskiego nazywane albergue lub refugios) prowadzonych przez parafie, stowarzyszenia, samorząd, czy też przez osoby prywatne w formie gospodarstw agroturystycznych, hosteli czy schronisk młodzieżowych. Każdy pielgrzym powinien zaopatrzyć się w credencial (oficjalny paszport pielgrzyma wydawany jest od 1 kwietnia 2016 roku tylko przez Biuro Pielgrzyma w Santiago de Compostela) będący jego pielgrzymim paszportem, na podstawie którego może otrzymać nocleg w albergues oraz dokument potwierdzający odbycie pielgrzymki: compostelę (w przypadku, gdy powód odbycia pielgrzymki był religijny lub religijno-kulturalny) oraz zwykły certyfikat (w przypadku, gdy powód odbycia pielgrzymki był turystyczny lub kulturalny). Obecnie symbolem pielgrzymów wędrujących do Santiago de Compostela są: muszla jakubowa (mocowana np. na plecaku), kij pielgrzymi, kapelusz, peleryna i zbiorniczek na wodę.

## Drogi św. Jakuba w Europie
| Nazwa                     | Najważniejsze miejscowości | Państwo                                                              | Uwagi | Strona internetowa |
| ------------------------- | --- | -------------------------------------------------------------------- | --- | ------------------ |
| Via Regia                 | Wilno, Grodno, Kijów, Lwów, Kraków, Olkusz, Będzin, Wrocław, Drezno, Lipsk, Frankfurt nad Menem, Kolonia (Niemcy), Akwizgran, Bruksela, Paryż, Orlean, Bordeaux, Pampeluna, Burgos, Santiago de Compostela | Litwa, Białoruś, Ukraina, Polska, Niemcy, Belgia, Francja, Hiszpania | Jedna z najstarszych i najważniejszych dróg w Europie. Europejski Szlak Kulturowy od 2005 r.                                                                                         |                    |
| Camino Francés            | Saint-Jean-Pied-de-Port, Pampeluna, Burgos, Frómista, León, Astorga, Santiago de Compostela | Francja, Hiszpania                                                   | Nazywana Drogą Mleczną lub Gwiezdną Drogą. Stanowi ostatni etap Via Regia. Europejski Szlak Kulturowy od 1987 r. Szlak wpisany na Listę Światowego Dziedzictwa UNESCO w 1993 r.      |                    |
| Camino del Norte          | Irún, Bilbao, Santander, Gijon, Aviles, Arzúa, Santiago de Compostela | Hiszpania                                                            | Nazywana też Camino de la Costa. Szlak wpisany na Listę Światowego Dziedzictwa UNESCO w 2015 r.                                                                                      |                    |
| Camino Aragonés           | Somport, Puente la Reina | Hiszpania                                                            | |                    |
| Via de La Plata           | Sewilla, Salamanka, Cáceres, Astorga | Hiszpania                                                            | |                    |
| Camino de Madrid          | Toledo, Madryt, Sahagún | Hiszpania                                                            | |                    |
| Camino Catalán            | Barcelona, Lérida, Fuentes de Ebro | Hiszpania                                                            | |                    |
| Camino Primitivo          | Oviedo, Palas de Rey | Hiszpania                                                            | Szlak wpisany na Listę Światowego Dziedzictwa UNESCO w 2015 r. |                    |
| Camino Inglés             | Ferrol, La Coruña, Santiago de Compostela | Hiszpania                                                            | |                    |
| Camino Vasco del Interior | Irún, Santo Domingo de la Calzada | Hiszpania                                                            | Szlak wpisany na Listę Światowego Dziedzictwa UNESCO w 2015 r. |                    |
| Camino Mozárabe           | Almería, Mérida | Hiszpania                                                            | |                    |
| Camino del Ebro           | San Jaime de Enveija, Saragossa, Logroño | Hiszpania                                                            | |                    |
| Camino Real               | León, Oviedo | Hiszpania                                                            | |                    |
| Camino Portugués          | Lagos, Lizbona, Coimbra, Porto, Santiago de Compostela | Portugalia, Hiszpania                                                | Na terenie Portugalii wyróżnia się m.in. szlaki Caminho Portugues Central, Caminho Porutugues da Costa, Senda Orla Litoral (Camino Nadbrzeżne), Caminho Portugues Interior.          |                    |
| Via Turonensis            | Paryż, Orlean, Tours, Poitiers, Bordeaux | Francja                                                              | Stanowi przedostatni etap Via Regia. |                    |
| Via Lemovicensis          | Vézelay, Limoges | Francja                                                              | |                    |
| Via Podiensis             | Le Puy-en-Velay | Francja                                                              | |                    |
| Via Tolosane              | Arles, Tuluza, Montpellier, Col du Somport | Francja                                                              | |                    |
| Via Jacobi                | Jezioro Bodeńskie, Genewa | Szwajcaria                                                           | |                    |
| Via Francigena            | Lozanna, Siena, Rzym | Włochy                                                               | Jest drogą pątniczą do grobu św. Pawła i św. Piotra w Rzymie, lecz wykorzystywana może być także przez Włochów jako droga do grobu św. Jakuba. Europejski Szlak Kulturowy od 1994 r. |                    |
| Via Baltica               | Kretinga, Królewiec, Gdańsk, Kołobrzeg, Świnoujście (Szczecin), Rostock, Brema | Litwa, Rosja, Polska, Niemcy                                         | | ,                  |
| Camino Lebaniego          | San Vicente de la Barquera, Val de San Vicente, Herrerías, Lamasón, Peñarrubia, Cillorigo, Potes and Camaleño                                                                                              | Hiszpania                                                            | Nazywany też Camino de Santo Toribio. Szlak wpisany na Listę Światowego Dziedzictwa UNESCO w 2015 r.                                                                                 |                    |

## Drogi św. Jakuba w Polsce[13]

Pielgrzym do Santiago de Compostella w herbie Morąga

W ciągu wieków powstała cała sieć dróg, które wiodły od Morza Bałtyckiego – szlak Camino de Santiago zaczynał się niegdyś w Estonii – przez Polskę, Niemcy, Szwajcarię i Francję aż do Santiago.
Do Composteli wyruszali również rycerze z Polski. W 1404 roku odbył pielgrzymkę rycerz Andrzej Ciołek z Kabat. Znanymi z odbycia pielgrzymki byli też Jerzy i Stanisław Radziwiłłowie, którzy dotarli do grobu Apostoła w 1579; a w 1611 Jakub Sobieski, ojciec króla Jana III Sobieskiego.
Polacy najczęściej korzystali ze szlaków lądowych, docierali do dróg niemieckich i dalej do południowo-francuskich. Pielgrzymki z Polski trwały przez całe średniowiecze, do końca XVII wieku, potem ich natężenie zmalało.
W odpowiedzi na apel Rady Europy również w Polsce zaczęto odtwarzać dawne szlaki pątnicze (zob. mapa). W sanktuarium św. Jana Pawła II w Krakowie w dolnym kościele znajduje się kaplica poświęcona św. Jakubowi Większemu i pielgrzymowaniu Camino.

### Współczesne wytyczone i planowane Drogi św. Jakuba w Polsce
| Nazwa                            | Długość | Najważniejsze miejscowości | Data otwarcia                                | Województwo                                                      | Uwagi | Strona internetowa |
| -------------------------------- | --- | --- | -------------------------------------------- | ---------------------------------------------------------------- | --- | ------------------ |
| Dolnośląska Droga św. Jakuba     | 164 km | Głogów, Jakubów z tamtejszym sanktuarium św. Jakuba, Chocianów, Bolesławiec, Zgorzelec, Görlitz | 24 lipca 2005                                | dolnośląskie                                                     | Przedłużenie Wielkopolskiej Drogi. W Zgorzelcu łączy się z Ekumeniczną Drogą Pątniczą (Ökumenischer Pilgerweg). | [ 16 ]             |
| Wielkopolska Droga św. Jakuba    | 235 km | Gniezno, Poznań, Leszno, Wschowa, Głogów | 6 listopada 2006                             | dolnośląskie, wielkopolskie                                      | Łączy się z Dolnośląską Drogą. |                    |
| Sudecka Droga św. Jakuba         | 105 km | Krzeszów, Kamienna Góra, Kowary, Mysłakowice, Jelenia Góra, Lubań | 7 września 2008                              | dolnośląskie                                                     | W Lubaniu łączy się z Via Regia. 22 sierpnia 2010 przedłużono o odcinek Krzeszów – Jelenia Góra i zmieniono nazwę z Via Cervimontana na Sudecka Droga św. Jakuba | [ 17 ]             |
| Camino Polaco                    | 210 km (odcinek Olsztyn – Toruń – Trzemeszno), 40 km (Szlak Piastowski: Mogilno – Trzemeszno – Gniezno), 250 km (Lubuska Droga: Murowana Goślina – Szamotuły – Słubice) | Ogrodniki, Suwałki, Olecko, Kętrzyn, Olsztyn, Gietrzwałd, Ostróda, Iława, Brodnica, Nowe Miasto Lubawskie, Brodnica, Toruń, Mogilno, Ostrów Lednicki, Gniezno, Poznań, Murowana Goślina, Sulęcin, Słubice | 25 lipca 2006 (odcinek Olsztyn-Toruń)        | warmińsko-mazurskie, kujawsko-pomorskie, wielkopolskie, lubuskie | Szlak prowadzić ma z Estonii, przez Łotwę i Litwę. Odcinek Mogilno-Gniezno biegnie trasą Szlaku Piastowskiego. Odcinek Murowana Goślina-Słubice nazywany jest Lubuską Drogą św. Jakuba. We Frankfurcie nad Odrą łączy się z drogami jakubowymi w Niemczech. |                    |
| Małopolska Droga św. Jakuba      | 205 km | Sandomierz, Klimontów, Kotuszów, Szydłów, Szczaworyż, Wiślica, Skalbmierz, Pałecznica, Niegardów, Więcławice Stare, Kraków | 25 lipca 2009                                | świętokrzyskie, małopolskie                                      | Docelowo droga ma prowadzić z Lublina. Łączy się z Via Regia (trasa przez Wrocław) lub z Drogą Śląsko-Morawską (trasa przez Pragę). Przygotowywana jest odnoga z Sandomierza przez Tarnobrzeg i Koprzywnicę. | [ 19 ]             |
| Via Regia                        | 918 km | Korczowa, Przemyśl, Przeworsk, Krzemienica, Rzeszów, Góra Ropczycka, Dębica, Pilzno, Tuchów, Tarnów, Wojnicz, Brzesko, Bochnia, Kraków, Ojców, Pieskowa Skała, Sułoszowa, Przeginia, Olkusz, Bukowno, Sławków, Sosnowiec, Dąbrowa Górnicza, Będzin, Czeladź, Sączów, Piekary Śląskie, Góra św. Anny, Opole, Skorogoszcz, Brzeg, Wrocław, Legnica, Lubań, Zgorzelec | nieotwarta w całości                         | podkarpackie, małopolskie, śląskie, opolskie, dolnośląskie       | Docelowo prowadzić ma z Ukrainy, ze Lwowa (a w dalszej przyszłości z Kijowa). W Zgorzelcu łączy się z Ekumeniczną Drogą Pątniczą (). | [ 21 ]             |
| Pomorska Droga św. Jakuba        | 1020 km | Gdańsk, Lębork, Szczecin | 28 lipca 2013                                | Województwo warmińsko-mazurskie, pomorskie, zachodniopomorskie   | Pomorska Droga św. Jakuba rozpoczyna się w litewskiej Kretindze, polskie odcinki szlaku to kolejno: Elbląska Droga św. Jakuba (63 km), Gdańska Droga św. Jakuba (88 km), Żukowska (Kaszubska) Droga św. Jakuba (26 km), Kartuska Droga św. Jakuba (25 km), Lęborska Droga św. Jakuba (90 km), Słupska Droga św. Jakuba (63 km), Zachodniopomorska Droga św. Jakuba (641 km) W Świnoujściu łączy się z Meklembursko-Północnoniemiecką Drogą św. Jakuba. | [ 23 ] [ 24 ]      |
| Nyska Droga św. Jakuba           | 106 km | Głuchołazy, Nysa, Skorogoszcz | 29 października 2009                         | opolskie                                                         | W Skorogoszczy łączy się z Via Regia. | [ 25 ] [ 26 ]      |
| Miedziana Droga św. Jakuba       | 45 km | Ścinawa, Lubin, Chocianów | ?                                            | dolnośląskie                                                     | W Chocianowie łączy się z Dolnośląską Drogą. |                    |
| Ślężańska Droga św. Jakuba       | 55 km | Ślęża, Wrocław | 25 lipca 2009                                | dolnośląskie                                                     | W Środzie Śląskiej łączy się z Via Regia. | [ 27 ]             |
| Śląsko-Morawska Droga św. Jakuba | ? | Kraków, Oświęcim, Racibórz, Karniów | Racibórz 20 lipca 2019, częściowo nieotwarta | małopolskie, śląskie                                             | Łączy się z czeskimi Drogami św. Jakuba. |                    |
| Żytawska Droga św. Jakuba        | 190 km | Zgorzelec, Żytawa | ?                                            | dolnośląskie                                                     | Łączy się z Czeskimi Drogami św. Jakuba, prowadzi do Pragi. |                    |
| Mazowiecka Droga św. Jakuba      | ? | odnoga północna: Warszawa, Modlin, Czerwińsk, Wyszogród, Dobrzyń nad Wisłą, Włocławek, Kruszwica, Mogilno odnoga południowa: Warszawa, Niepokalanów, Puszcza Mariańska, Skierniewice, Piotrków Trybunalski | październik 2014                             | mazowieckie, kujawsko-pomorskie, łódzkie                         | otwarta | [ 29 ]             |
| Beskidzka Droga św. Jakuba       | otwarte 23 km | Stary Sącz, Podegrodzie, Myślenice, Wadowice, Szczyrk, Simoradz, Szczyrk | maj 2012                                     | małopolskie, śląskie                                             | | [ 30 ]             |
| Lubelska Droga św. Jakuba        | 127,5 – 141 km | Lublin, Kraśnik, Annopol, Sandomierz | 25 lipca 2013                                | lubelskie, świętokrzyskie                                        | otwarta, długość szlaku zależy od wybranego wariantu – przez most w Annopolu liczy 141 km, a przez prom w Zawichoście – 127,5 km. | [ 31 ]             |
| Jasnogórska Droga św. Jakuba     | 68 km (w tym 12 km razem z Via Regia) | Częstochowa, Konopiska, Lubsza, Sączów, Piekary Śląskie | 25 kwietnia 2015                             | śląskie                                                          | częściowo pokrywa się z Via Regia (ostatnie 12 km Sączów – Piekary Śląskie) | [ 32 ]             |
| Częstochowska Droga św. Jakuba   | 112 km | Częstochowa, Blachownia, Cisie, Łebki, Braszczok, Pawełki, Glinica, Lubecko, Kanus, Draliny, Lisowice, Kośmidry, Żędowice, Jemielnica, Dziewkowice, Strzelce Opolskie, Księży Las, Dolna, Poręba, Góra św. Anny | 24 lipca 2017                                | śląski, opolskie                                                 | Odcinek Drogi św. Jakuba: Częstochowa – Góra św. Anny łączy dwa znane w Polsce i na świecie miejsca pielgrzymkowe: Jasną Górę oraz Górę św. Anny i stanowi ważny element w polskiej sieci pielgrzymich dróg św. Jakuba. Jest „Szlakiem Maryjnym”: Częstochowa (Jasna Góra), Blachownia (kościół Matki Bożej Królowej Polski), Łebki (kapliczka MB), Pawełki (kościół Matki Boskiej Fatimskiej), Lubecko (kościół Wniebowzięcia Najświętszej Marii Panny), Żędowice (kościół Matki Boskiej Bolesnej), Jemielnica (kościół Wniebowzięcia Najświętszej Marii Panny i św. Jakuba). | [ 33 ]             |
| Nadsańska Droga św. Jakuba       | 61,4 km | Bieliny, Ulanów, Nisko, Stalowa Wola, Sandomierz | listopad 2022                                | podkarpackie, świętokrzyskie                                     | W Sandomierzu łączy się z Małopolską Droga św. Jakuba | [ 34 ]             |

## Droga św. Jakuba w literaturze, muzyce i filmie

### Literatura
- Aymeric Picaud, Codex Calixtinus (1130/40-50) – średniowieczny rękopis, którego piąta księga uważana jest za najstarszy przewodnik po Drodze św. Jakuba
- Paulo Coelho, Pielgrzym (O Diário de um Mago, 1987) – powieść
- Pierre Barret i Jean-Noël Gurgand, I my pójdziemy na kraniec świata (Et nous irons au bout du monde, 1979) – trzecia i ostatnia część francuskiej powieści historycznej z okresu wypraw krzyżowych Turnieje Boże
- Shirley MacLaine, The Camino: A Journey of the Spirit (Nowy Jork, Simon & Schuster Adult Publishing Group, 2000) – powieść, wydana w Europie pt. The Camino: A Pilgrimage of Courage (Londyn, Pocket Books, 2001)

### Film
- Droga mleczna (La Voie lactée), reż. Luis Buñuel, 1969
- Pieśń o Rolandzie (La Chanson de Roland), reż. Frank Cassenti, 1978
- Droga życia, reż. Emilio Estevez, Hiszpania/USA, 2010 – film opowiadający historię amerykańskiego lekarza (Martin Sheen) pielgrzymującego do Santiago de Compostela z prochami syna, który zmarł wędrując do Santiago
- Ślady stóp (Footprints: The Path of your life), reż. Juan Manuel Cotelo USA 2016 – film dokumentalny opowiadający historię 10 amerykańskich pielgrzymów (19–41 lat), którzy z księdzem przeszli około 1000 km w 40 dni Camino del Norte, Camino Covadonga, Camino Primitivo i Camino Lebaniego na północy Hiszpanii

### Muzyka
- MØ – Piligrim[potrzebny przypis]